# Making Movies
Making Movies är det tredje studioalbumet av den brittiska rockgruppen Dire Straits, släppt den 17 oktober 1980. "Romeo and Juliet" blev en hitsingel från albumet, och den inledande låten "Tunnel of Love" användes 1982 i filmen En officer och gentleman. Märkligt nog kom inte titelspåret "Making Movies" med på albumet, den är aldrig utgiven. Ett stycke av låten spelades dock i en dokumentär av BBC.
Roy Bittan, mest känd från E Street Band, medverkade på detta album.

## Låtlista
Alla låtar är skrivna och komponerade av Mark Knopfler. 
| 1. | Tunnel of Love   | 8:11 |
| 2. | Romeo and Juliet | 6:01 |
| 3. | Skateaway        | 6:40 |

| 4. | Expresso Love | 5:12 |
| 5. | Hand in Hand  | 4:48 |
| 6. | Solid Rock    | 3:27 |
| 7. | Les Boys      | 4:08 |

## Listplaceringar
| Lista (1980-1981) | Position                |
| ----------------- | ----------------------- |
| Australien        | 6 (Kent Music Report)   |
| Finland           | 2                       |
| Frankrike         | 6                       |
| Island            | 2 (Vísir Vinsældalisti) |
| Kanada            | 21 (RPM)                |
| Nederländerna     | 6                       |
| Norge             | 1 (VG-lista)            |
| Nya Zeeland       | 3                       |
| Spanien           | 6                       |
| Storbritannien    | 4 (UK Albums Chart)     |
| Sverige           | 4 (Topplistan)          |
| USA               | 19 (Billboard 200)      |
| Västtyskland      | 7                       |
| Österrike         | 15                      |